# Jaculus blanfordi
Jaculus blanfordi är en däggdjursart som först beskrevs av Murray 1884.  Jaculus blanfordi ingår i släktet ökenspringråttor, och familjen hoppmöss. IUCN kategoriserar arten globalt som livskraftig. Inga underarter finns listade i Catalogue of Life.
Jaculus blanfordi når en kroppslängd (huvud och bål) av 13,5 till 16,5 cm och en vikt av cirka 135 g. Svansens längd motsvarar cirka 150 procent av kroppslängden. Honor och hannar har samma storlek. Liksom andra släktmedlemmar har arten långa bakre extremiteter för att hoppa och armarna används bara för att gräva och för att föra födan till munnen. Enstaka skutt kan vara 2,25 meter högt. Jaculus blanfordi saknar stortån och lilltån vid bakfoten. Den ljusbruna till krämfärgade ovansidan skiftar till en vit undersida. Arten har gråa ögonbryn och vita morrhår. Typiskt är tofsen vid svansens spets som är svart framåt och vit bakåt. Tårna vid bakfoten är vid kanten utrustade med en kam av tjocka hår.
Denna gnagare förekommer i Iran, Afghanistan, Pakistan, Turkmenistan och Uzbekistan och kanske i angränsande regioner. Den lever i öknar som ligger vanligen 700 till 1200 meter över havet. I utbredningsområdet finns ofta några buskar eller andra enstaka växter.
Individerna gräver underjordiska bon. Den vanligaste formen är en 1,5 till 2,0 meter lång tunnel. Honor har upp till tre kullar per år och föder oftast fem ungar per kull. Födan utgörs av frön och andra växtdelar.
När honan inte är brunstig lever de flesta exemplar i sitt eget tunnelsystem. Sammanlänkade bon av olika individer blev dokumenterade men exemplarens relation är oklart. Jaculus blanfordi vilar på dagen och letar på natten efter föda. Boet fodras med mjuka växtdelar men det används inte som förråd. Under sommaren fylls varje morgon de första 50 centimeter av tunneln med jord så att varm luft och ormar stannar utanför. Exemplar som höll vinterdvala registrerades inte men kortare tider av torpor (ett stelt tillstånd) förekommer. Andra individer var aktiva vid minusgrader.